# قوی سیاه (ترانه)
«قوی سیاه» (به انگلیسی: Black Swan) ترانه‌ای از گروه پسرانهٔ کره‌ای بی‌تی‌اس، از چهارمین آلبوم استودیویی کره‌ای‌زبان گروه، نقشهٔ روح: ۷ (۲۰۲۰) است. این قطعه در ۱۷ ژانویهٔ ۲۰۲۰، به‌عنوان نخستین تک‌آهنگ آلبوم، توسط بیگ هیت اینترتینمنت منتشر شد. «قوی سیاه» از لحاظ موسیقایی، قطعه‌ای ایمو هیپ هاپ با عناصری از کلاود رپ و درام بیت‌های ترپ است. در این ترانه، موسیقی‌سازی گیتار به سبک لو-فای به‌کار رفته و دارای هوکی گیرا است. از نظر معنایی، متنی درون‌نگر از اعترافات بی‌تی‌اس و ترس از دست دادن اشتیاقشان به موسیقی دارد.
«قوی سیاه» به‌خاطر متن «صادقانه و بی‌پرده»، ساختار تاریک و شباهتش به تک‌آهنگ ۲۰۱۸ گروه، «عشق دروغین»، تحسین منتقدین موسیقی را برانگیخت. از لحاظ تجاری، در جدول دیجیتال گائون کرهٔ جنوبی هفتم و در جدول فروش ترانه‌های دیجیتال ملل بیلبورد ایالات متحده اول شد. این قطعه در رتبهٔ ۴۶ جدول تک‌آهنگ‌های بریتانیا و ۵۷ ۱۰۰ آهنگ داغ بیلبورد ایالات متحده قرار گرفت و همچنین در جداول موسیقی چندین کشور دیگر وارد شد.
هر دو موزیک ویدئوی این تک‌آهنگ، با الهام از فیلم ۲۰۱۰ دارن آرنوفسکی با همین عنوان، ساخته شد. موزیک ویدئوی نخست به‌همراه تک‌آهنگ و در قالب یک «فیلم هنری» منتشر شد و حاوی اجرایی از رقص تفسیری با هنرمندی گروه رقص مدرن اسلونیایی، کمپانی ام‌ان دنس بود. ویدئوی دوم بدون اعلان قبلی منتشر شد و شامل طراحی رقصی سنگین با حضور بی‌تی‌اس بود.

## عملکرد تجاری
«قوی سیاه» در ابتدا (۲۵ ژانویهٔ ۲۰۲۰)، در رتبهٔ هفتم جدول دیجیتال گائون قرار گرفت و در نهایت به‌دنبال انتشار نقشهٔ روح: ۷، دهم شد. این ترانه در جایگاه دوم جدول دانلودهای گائون قرار گرفت و برای دو هفتهٔ متوالی در پنج رتبهٔ اول ماند. «قوی سیاه» بر اساس استریم، فروش دیجیتال و دانلودها، یازدهمین ترانه از نظر عملکرد در نسخهٔ فوریهٔ ۲۰۲۰ جدول دیجیتال ماهانهٔ گائون بود. این قطعه به‌دنبال انتشار، در ۱۰۰ آهنگ داغ بیلبورد ایالات متحده پنجاه و هفتم شد و هشتمین حضور بی‌تی‌اس در این جدول را رغم زد. همچنین در رتبهٔ ۴۶ جدول تک‌آهنگ‌های بریتانیا جای گرفت. «قوی سیاه» همچنین هجدهمین ترانهٔ گروه بود که در صدر جدول فروش ترانه‌های دیجیتال ملل بیلبورد ایالات متحده (نسخهٔ ۱ فوریهٔ ۲۰۲۰) قرار گرفت و همچنین در جدول فروش ترانه‌های دیجیتال ایالات متحده دوم شد. این تک‌آهنگ در جدول ۱۰۰ آهنگ داغ کانادا شصت و سوم و در جدول تک‌آهنگ‌های داغ نیوزیلند نهم شد. این ترانه همچنین در جداول چندین کشور از جمله استرالیا، آلمان، ژاپن، سوئیس، ایرلند و منطقهٔ فلامان بلژیک موفق بود.

## عوامل
جزئیات برگرفته از تیدال و یادداشت‌های نقشهٔ روح: ۷ است.
- بی‌تی‌اس  –  آواز اولیه
- پی‌داگ  –  تهیه‌کنندگی، ترانه‌سرایی، کیبورد، سینث‌سایزر، تنظیم آواز، تنظیم رپ، مهندس ضبط
- آر ام - ترانه‌سرایی
- آگوست ریگو  –  ترانه‌سرایی
- وینس نانت  –  ترانه‌سرایی
- کلاید کلی  –  ترانه‌سرایی
- جی-هوپ  –  کورس
- جونگ کوک  –  کورس
- دی‌جی ریگینز  –  مهندس میکس
- جیسن جاشوا –  مهندس میکس
- جیکوب ریچاردز  –  مهندس میکس
- مکس سیبرگ  –  مهندس میکس
- هیس نویز  –  ویرایش دیجیتال

## جداول
| جدول (۲۰۲۰)                                      | بالاترین موقعیت |
| ------------------------------------------------ | --------------- |
| استرالیا (ای‌آرآی‌ای)                              | ۸۷              |
| اتریش (او۳ تاپ ۴۰ اتریش)                         | ۶۲              |
| بلژیک (اولتراتیپ فلاندرز)                        | ۲۳              |
| کانادا (۱۰۰ آهنگ داغ کانادا)                     | ۶۳              |
| جمهوری چک (۱۰۰ تک‌آهنگ دیجیتال برتر)              | ۶۹              |
| استونی (استی اکسپرس)                             | ۱۱              |
| فروش ترانه‌های یورو دیجیتال (بیلبورد)             | ۳               |
| فرانسه (اس‌ان‌ئی‌پی)                                | ۱۱۷             |
| آلمان (جدول‌های رسمی آلمانی)                      | ۷۷              |
| یونان (آی‌اف‌پی‌آی)                                 | ۱۶              |
| مجارستان (۴۰ تک‌آهنگ برتر)                        | ۱               |
| مجارستان (۴۰ استریم برتر)                        | ۳۷              |
| ایرلند (آی‌آرام‌ای)                                | ۴۹              |
| ژاپن (۱۰۰ آهنگ داغ ژاپن)                         | ۳۱              |
| لیتوانی (آگاتا)                                  | ۱۶              |
| مالزی (آرآی‌ام)                                   | ۱               |
| تک‌آهنگ‌های داغ نیوزیلند (آرام‌ان‌زد)                | ۹               |
| اسکاتلند (اوسی‌سی)                                | ۹               |
| سنگاپور (آرآی‌ای‌اس)                               | ۲               |
| اسلواکی (۱۰۰ تک‌آهنگ دیجیتال برتر)                | ۶۲              |
| کرهٔ جنوبی (گائون)                                | ۷               |
| کرهٔ جنوبی (۱۰۰ آهنگ داغ کی-پاپ)                  | ۴               |
| سوئد (تپ‌لیستان)                                  | ۹۳              |
| سوئیس (جدول تک‌آهنگ‌های سوئیس)                     | ۴۵              |
| تک‌آهنگ‌های بریتانیا (اوسی‌سی)                      | ۴۶              |
| ۱۰۰ آهنگ داغ بیلبورد ایالات متحده                | ۵۷              |
| ۱۰۰ تک‌آهنگ برتر رولینگ استون ایالات متحده        | ۵۰              |
| فروش ترانه‌های دیجیتال ملل ایالات متحده (بیلبورد) | ۱               |

| جدول (۲۰۲۰)       | موقعیت |
| ----------------- | ------ |
| کرهٔ جنوبی (گائون) | ۱۱     |

| جدول (۲۰۲۰)       | موقعیت |
| ----------------- | ------ |
| کرهٔ جنوبی (گائون) | ۴۴     |

## گواهی‌نامه‌ها
| منطقه            | گواهی | واحد گواهی‌شده/فروش |
| ---------------- | ----- | ------------------ |
| مکزیک (آمپروفون) | طلا   | ۳۰٬۰۰۰             |

## تاریخچهٔ انتشار
| منطقه | تاریخ          | قالب(ها)              | ناشر                | منبع  |
| ----- | -------------- | --------------------- | ------------------- | ----- |
| مختلف | ۱۷ ژانویهٔ ۲۰۲۰ | دانلود دیجیتال استریم | بیگ هیت اینترتینمنت | [ ۲ ] |